# برونو کوارسیما
برونو کوارسیما (انگلیسی: Bruno Quaresima; ۲ ژوئیهٔ ۱۹۲۰ – ۲۶ اوت ۱۹۹۹) بازیکن فوتبال اهل ایتالیا بود.
از باشگاه‌هایی که در آن بازی کرده‌است می‌توان به باشگاه فوتبال رییکا، باشگاه فوتبال اینتر میلان، باشگاه فوتبال ویچنزا، و باشگاه فوتبال اسپال اشاره کرد.